# Christian David Gebauer
Christian David Gebauer (15. oktober 1777 – 15. september 1831) var en dansk kunstmaler af især dyr. Han var søn af Johann Christian Gebauer, forstander for brødremenigheden i Neusalz an der Oder i Tyskland (Schlesien), og Maria Elisabeth f. Rupprecht (1742-1822). Han blev født i Schlesien, men kom i sin barndom med sine forældre til Christiansfeld i Slesvig og blev derved dansk undersåt. 

## Levned
På grund af hans gode evner var det meningen, at han skulle studere (til præst?), men hans hørelse, der var skadet af mæslinger, da han var 3 år, blev så dårlig, at han måtte opgive sine studier. Da han havde røbet evner for tegning, uddannede han sig i stedet fra 1800 til maler ved Kunstakademiet i København. Hans lærer var C.A. Lorentzen, men han kastede sig snart på egen hånd over landskabsmaleri og dyremaleri. Han søgte inspiration i, hvad han kunne finde af ældre hollandsk kunst. Hans udstillede elevarbejder, dels tuschtegninger af humoristisk indhold, dels dyremalerierne, vakte Nicolai Abraham Abildgaards opmærksomhed og vandt ham en varm beskytter i grev D. Reventlow. 
1807 giftede han sig med Mariane Hoeg. Samtidig havde englændernes overfald vakt hans interesse for krigsbilleder, så han søgte kongelig rejseunderstøttelse, hvortil han anbefaledes af Akademiet. I 1813 fik han den og rejste til Dresden for at se krigen på nært hold. Navnlig fængslede kosakkernes færd ham, og han har i en række raderinger, som han udførte på rejsen, givet livfulde skildringer af de vilde stepperyttere på deres små, langhårede heste. 
I 1815 blev han optaget i Akademiet som medlem og fik bolig på Charlottenborg og i 1817 en årlig understøttelse fra kongens kasse på 200 rigsdaler. Der boede han de næste mange år og malede bl.a. fra hestestutteriet i Frederiksborg. I 1826-27 foretog han en udenlandsrejse, til Bayern. Men rejsen var for meget for hans vaklende helbred, og i München fik han underretning om sin hustrus død. Da han kom hjem, lagdes dertil oplysning om, at 3 af hans voksne børn også var døde. Han flyttede snart efter til Århus, hvor han havde en gift datter. I 1830 blev han udnævnt til professor, men den 15. september året efter døde han. Komponisten Johan Christian Gebauer er hans søn.

## Værker
Det siges om Gebauer, at hans evner kom bedst til deres ret i de mindre former, og at han var en lidt konventionel og uselvstændig kunstner.

### Oliemalerier
- Det vilde Stod (1807)
- Et Hestemarked (1810)
- Kvæg, som søger Hvile (1814)
- Landskab med Kvæg (1816)
- Landskab med Kvæg (1819)
- Et lille Kvægstykke (1821)
- En Stald med Hingste af ædel Race (1826)
- Vinterlandskab med Slædekørsel (1828)
- Vinterlandskab (1831)

### Raderinger m.m.
- Indkørselen til gl. Klampenborg (c. 1810, akvarel)
- En Række Billeder med Kosakker (1813)
- De rejsende Kunstnere 1821)

- Et par rækker af hans raderinger er udgivet af Kunstforeningen i Kjøbenhavn.
- I stentryk udkom "Det kgl. danske Stutteri paa Frederiksborg" (4 hæfter, 1822-27)